# Gerard Eric Bouwmeester
Gerard Eric Bouwmeester (Rotterdam, 10 april 1887 - Den Haag, 2 november 1970) was een bekende Rotterdamse reclameman en medeoprichter van PSV.
Eric Bouwmeester volgde een handelsopleiding aan de Eerste Gemeentelijke Handelsschool in Rotterdam en deed daarna buitenlandse ervaring op door een verblijf van tweeënhalf jaar in Londen en twee jaar in Stockholm.
De sportieve Bouwmeester was geregeld te vinden op het sportveld en raakte onder meer bekend met de voetbalsport. In Nederland trad Bouwmeester vanaf 1907 geregeld op als gediplomeerd scheidsrechter voor de Nederlandse Voetbal Bond.
In 1911 trad Eric Bouwmeester in dienst van de firma Philips & Co., de gloeilampenfabriek van de broers Gerard en Anton Philips in Eindhoven en ging er werken op de reclameafdeling. Hij betrok een pensionkamer aan de Vrijstraat in Eindhoven. Vanaf het begin was Bouwmeester actief betrokken bij personeelsactiviteiten binnen het bedrijf, waaronder de oprichting van een Philips Gymnastiek- en Turnvereniging voor Philips-medewerkers. Met B.A.M. Meddens vormde Bouwmeester het zangduo 'De Tommies', dat liedjes ten gehore bracht op personeelsfeesten en in het Eindhovens uitgaansleven, waaronder ‘Vive la lampe Philips’.
Eric Bouwmeester was de ‘ontwerper’ van de in 1913 door Philips georganiseerde feestelijke sportwedstrijden op het pas aangelegde Philips Sportpark  in Eindhoven, ter gelegenheid van de viering van het 100-jarig bestaan van de onafhankelijkheid van Nederland. 'De goede prestaties van enkele jonge atleten waren mede het werk van trainer-sportman Bouwmeester’ (De Meijerijsche Courant). Als ‘de ziel der sportafdeling’ wenste Bouwmeester een blijvende atletiek-beoefening.
De geslaagde sportwedstrijden waren voor enkele Philips-medewerkers aanleiding tot de oprichting van een eigen sportvereniging. Bouwmeester was een van de initiatiefnemers bij de oprichting in 1913 van de Philips Sportvereeniging (PSV) voor het personeel, die diverse soorten van sport beoefende. Het in 1910 uit het personeel van de Philips opgerichte Philips’ voetbalelftal ging deel uitmaken van de PSV. Bouwmeester was de eerste secretaris-penningmeester van de club. In 1914 stapte hij uit het bestuur, en in 1916 verliet hij Eindhoven.
In 1923 werd Bouwmeester reclamechef bij de Lever’s Zeep-Maatschappij in Vlaardingen en werd eveneens de agent voor Nederland van het reclamebureau Lintas Limited (Lever International Advertising Service) van de Britse zeepproducent Lever Brothers. 
Eind jaren 1920 maakte Bouwmeester er de fusie mee van het Britse Lever Brothers (met Lever’s Zeep-Maatschappij en Lintas) met de Nederlandse Margarine-Unie van de twee concurrerende Margarine-fabrikanten Van den Bergh en Jurgens (met bekende merken als Blue Band en Zeeuws Meisje) tot Unilever. In 1929 werd Bouwmeester benoemd tot directeur voor Nederland van Lintas in Rotterdam en bouwde het uit tot een zelfstandig reclamebedrijf, dat de propaganda verzorgde voor o.m. de producten van de bij Unilever aangesloten Nederlandse zeep- en margarinefabrieken.